# Naked in New York
Naked in New York (bra: Nu em Nova York) é um filme estadunidense de comédia romântica de 1993, dirigido por Daniel Algrant e estrelado por Eric Stoltz, Mary-Louise Parker, Ralph Macchio, Jill Clayburgh, Tony Curtis, Timothy Dalton, e Kathleen Turner, apresentando várias participações especiais de celebridades, incluindo William Styron, Whoopi Goldberg e David Johansen, o filme teve como produtor executivo Martin Scorsese.

## Sinopse
O filme é narrado em flashback por Jake Briggs (Eric Stoltz), um jovem aspirante a dramaturgo, culminando na produção de uma de suas peças Off-Broadway pelo agente Carl Fisher (Tony Curtis). A peça é um fracasso, pelo menos em parte porque os papéis principais são dadas a dois atores, Dana Coles e Jason Brett (Kathleen Turner e Chris Noth), que "não estão certos" para os papéis. Ao longo da jornada, Jake revê seu relacionamento com a namorada Joanne (Mary-Louise Parker),  melhor amigo bissexual Chris (Ralph Macchio), sua mãe Shirley (Jill Clayburgh) e seu pai, na maioria ausente, Roman (Paul Guilfoyle). O filme termina com Jake e Joanne seguindo caminhos separados, principalmente por causa de objetivos de carreira concorrentes, e Jake esperando escrever mais peças com maior sucesso.[carece de fontes?]

## Elenco
- Eric Stoltz como Jake Briggs
- Mary-Louise Parker como Joanne White
- Ralph Macchio como Chris
- Jill Clayburgh como Shirley Briggs
- Tony Curtis como Carl Fisher
- Timothy Dalton como Elliot Price
- Kathleen Turner como Dana Coles
- Lynne Thigpen como Helen
- Roscoe Lee Browne como Mr. Red
- Paul Guilfoyle como Roman Briggs
- Lisa Gay Hamilton como Marty
- Chris Noth como Jason Brett
- Whoopi Goldberg como máscara de tragédia na parede do teatro
- Calista Flockhart e Arabella Field como como estudantes interinos
- Colleen Camp, Griffin Dunne, e Luis Guzmán como auditores
- David Johansen como orangotango

Como eles mesmos
- Eric Bogosian
- Quentin Crisp
- Burr Steers
- Arthur Penn
- William Styron
- Marsha Norman
- Richard Price

## Recepção
No agregador de críticas Rotten Tomatoes, o filme tem uma taxa de aprovação de 42%, com base em críticas de 12 críticos. The New York Times chamou o filme de "um deleite quente e sedutor".